# Hohe Scheinaster
Die Hohe Scheinaster (Vernonia gigantea) oder Hohe Schein-Aster ist eine Pflanzenart aus der Gattung der Scheinastern (Vernonia) innerhalb der Familie der Korbblütler (Asteraceae).

## Merkmale

Illustration

Die Hohe Scheinaster ist eine kahle, ausdauernde, krautige Pflanze, die Wuchshöhen von 1 bis 2 (selten bis 3) Metern erreicht. Die Pflanze bildet ein Rhizom. Die Blätter sind 15 bis 25 Zentimeter lang, 3 bis 7 Zentimeter breit, eilanzettlich, lang zugespitzt kaum drüsig punktiert und vorwärts gezähnt. Die Zähne weisen eine Knorpelspitze auf. Die Köpfe bestehen aus 13 bis 30 Blüten.  Die Hüllblätter sind dachziegelig, angedrückt und grün mit purpurner Spitze. Fadenförmige Fortsätze sind nicht vorhanden. Die Hülle ist 4 bis 5 Millimeter lang und breit. Blüte und Pappus sind purpurn.
Die Blütezeit reicht von August bis September, selten bis Oktober.

## Vorkommen
Die Hohe Scheinaster kommt in Südost-Kanada sowie in den Ost- und Zentral-USA in nassen Wäldern vor. Sie kommt ursprünglich vor in Alabama, Arkansas, Florida, Georgia, Illinois, Indiana, Kansas, Kentucky, Louisiana, Maryland, Michigan, Mississippi, Missouri, Nebraska, New York, North Carolina, Ohio, Oklahoma, Ontario, Pennsylvania, South Carolina, Tennessee, Texas, Virginia und West Virginia. In Indien ist die Art ein Neophyt. 

## Taxonomie
Die Erstveröffentlichung erfolge 1788 unter dem Namen (Basionym) Chrysocoma gigantea durch Thomas Walter (1740–1789) in Flora Caroliniana, Seite 196. Die Neukombination zu Vernonia gigantea (Walter) Trel. wurde 1891 durch William Trelease in Rep. (Annual) Arkansas Geol. Surv. 1888, 4, Seite 189 veröffentlicht. Weitere Synonyme für Vernonia gigantea (Walter) Trel. sind: Cacalia gigantea (Walter) Kuntze, Chrysocoma praealta Desf., Serratula altissima DC., Vernonia altissima Nutt., Vernonia altissima var. brevipappa Gleason, Vernonia altissima var. laxa Gleason, Vernonia altissima var. lilacina Clute, Vernonia altissima var. taeniotricha S.F.Blake, Vernonia gigantea var. ovalifolia (Torr. & A.Gray) D.B.Ward, Vernonia gigantea subsp. ovalifolia (Torr. & A.Gray) Urbatsch, Vernonia gigantea var. praealta (Michx.) Daniels, Vernonia gigantea subsp. pubescens E.Morris, Vernonia maxima Small, Vernonia oligantha Greene, Vernonia ovalifolia Torr. & A.Gray, Vernonia praealta Michx.

## Nutzung
Die Hohe Scheinaster wird selten als Zierpflanze für Teichränder und Naturgärten genutzt. Sie ist seit spätestens 1820 in Kultur.